# Guillermina Enriqueta de Nassau-Saarbrücken
La princesa Guillermina Enriqueta de Nassau-Saarbrücken (27 de octubre de 1752-21 de septiembre de 1829) fue una miembro de la realeza, de la casa Nassau-Saarbrücken.

## Vida
Fue hija de una de los cuatro hijos del matrimonio formado por Guillermo Enrique I, príncipe reinante de Nassau-Saarbrücken y la condesa Sofía de Erbach-Erbach.Sus otros tres hermanos fueron:
- Sofía Augusta (1743-1745).
- Luis (1745-1794), príncipe reinante de Nassau-Saarbrücken como sucesor de su padre.
- Federico Augusto (1748-1750).
- Ana Carolina (1751-1824), que casó en primeras nupcias (1769) con el duque Federico Enrique de Schleswig-Holstein-Sonderburg-Glücksburg; y en segundas con el duque Federico Carlos Fernando de Brunswick-Bevern.

Su padre fue un oficial militar al servicio del rey de Francia, como lo sería también su hermano Luis. 
Fue dama canonesa de la abadía imperial de Herfonden.
Durante su juventud vivió en París, donde llevó una vida social activa.

### Matrimonio e hija
En 1783 contrajo matrimonio con el noble francés Louis Armand de Seiglières, marqués de Soyecourt. Guillermina Enriqueta llevó como dote 40.000 libras, cantidad era considerada muy moderada para ser una princesa de la época. Por su parte, el nuevo marido había estado casado en dos ocasiones con miembros de la nobleza francesa.
De ninguno matrimonios ha habido descendencia. De su matrimonio, Guillermina Enriqueta tendría una hija, Enriqueta (1784-1802).
Hacia 1788, el matrimonio llevó a cabo un proceso de separación, que llegó incluso a ver algunas de sus piezas impresas en París.

## Vida pública
Durante la Revolución Francesa, en el período del Terror, Guillermina Enriqueta sería encarcelada en la prisión de la Salpêtrière.
Tras la muerte de su hija Enriqueta en 1802, Guillermina Enriqueta pasaría a ocuparse de su nieta única, Guillermina. El desvelo por esta nieta llevaría a Guillermina Enriqueta a solicitar de su pariente, el rey Federico VI de Dinamarca, del título de Duque de Glucksbierg, para el marido de su nieta el político francés Élie Decazes, favorito de Luis XVIII de Francia. En 1818 el rey de Dinamarca concedería este título y la familia Decazes quedaría incorporada a la nobleza danesa en donde perdura. Murió en 1829.